# 메이 머스크
메이 머스크(Maye Musk, 1948년 4월 19일 ~ )는 캐나다-남아프리카계 미국인 모델이자 영양사이다. 그녀는 50년 동안 모델로 활동했으며 타임지 건강판, 여성의 날 및 보그 국제판을 비롯한 잡지 표지에 등장했다. 미국의 기업인 일론 머스크의 어머니이다.